# 무기여 잘 있거라

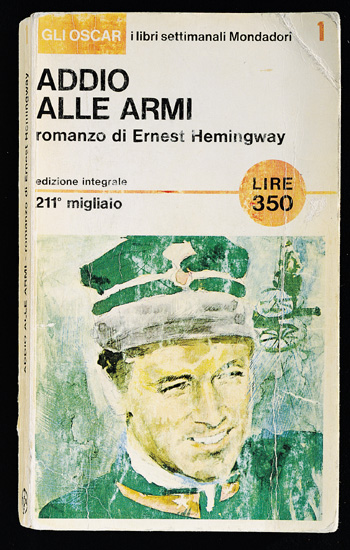

《무기여 잘 있거라》(A Farewell to Arms, 1929)는 미국의 소설가 어니스트 헤밍웨이의 장편소설이다. 19세 때 헤밍웨이는 이탈리아군 야전병원에 의용군으로서 참가했다. 다리에 상처를 입고, 또 전쟁에 대한 절망감을 스스로 깨달았다.
주인공 프레데릭 헨리는 야전병원의 운전사로서 전선에서 두 다리에 부상, 입원한 이래 간호사 캐서린 버클레와 서로 사랑한다. 캐서린의 임신을 안 두 사람은 탈주하여 스위스에서 겨울의 목가적 생활을 즐기고 봄에 출산할 예정이었다. 그러나 제왕절개 수술을 받고 낳은 사내아이는 사산(死産)이었다. 캐서린도 많은 출혈로 불행한 죽음을 맞는다.
전쟁에 절망하고 사랑에 유일한 희망을 걸고 발버둥 치는 남녀의 패배감을 허무주의적인 수법으로 묘사하였다. '잃어버린 세대'의 대표적 작품으로 등장하여 헤밍웨이를 미국 최고의 문학가로 올려놓았다. 사랑과 죽음의 한계 정황(情況)을 한 줄의 군말도 없이 묘사하여 20세기 실존철학에 영향을 주었다.

## 줄거리
이 소설은 5개의 절로 나누어진다. 첫번째로, 이탈리아 육군에서 복무하는 미국 구급요원인 프레드릭 헨리는 그의 친한 친구이자 룸메이트인 리날디의 영국인 간호사 캐서린 바클리에게 소개된다. 프레드릭은 그녀를 유혹하려고 한다. 그는 진지한 관계를 원하지 않지만, 캐서린에 대한 자신의 감정을 표현한다. 프레드릭은 이탈리아 프론트에서 박격포로 무릎 부상을 입어, 밀라노의 한 병원으로 보내지고 캐서린도 이곳으로 보내진다.

## 참고 문헌
- 이 문서에는 다음커뮤니케이션(현 카카오)에서 GFDL 또는 CC-SA 라이선스로 배포한 글로벌 세계대백과사전의 내용을 기초로 작성된 글이 포함되어 있습니다.